# Joan Feigenbaum
Joan Feigenbaum (* 1958 in Brooklyn, New York City) ist eine US-amerikanische Informatikerin, Mathematikerin und Hochschullehrerin. Sie ist an der Yale University „Grace Murray Hopper Professorin“ für Informatik und außerordentliche Professorin für Rechtswissenschaft.

## Leben und Werk
Feigenbaum studierte Mathematik an der Harvard University mit einem Bachelor-Abschluss und promovierte 1986 an der Stanford University bei Andrew Yao mit der Dissertation: Product Graphs: Some Algorithmic and Combinatorial Results. 2001 erhielt sie an der Yale University einen Master-Abschluss. Von 1986 bis 2000 arbeitete sie im Forschungsbereich bei AT&T. Bis 2005 war sie Professor of Computer Science, bis 2006 „Henry Ford II Professor of Computer Science“ und anschließend „Grace Murray Hopper Professor of Computer Science“ an der Yale University. Sie leistete grundlegende und einflussreiche Beiträge zur kryptografischen Komplexitätstheorie, zum Autorisierungs- und Vertrauensmanagement, zur Datenstromberechnung und zum Entwurf algorithmischer Mechanismen. Sie ist auch Adjunct Professor in der juristischen Fakultät.
Sie ist mit Jeffrey Nussbaum verheiratet und sie haben einen Sohn, Sam Baum.

## Veröffentlichungen (Auswahl)
- J. Feigenbaum; B. Ford: Multiple Objectives of Lawful-Surveillance Protocols, in Proceedings of the 25th International Workshop on Security Protocols, Lecture Notes in Computer Science, volume 10476, Springer, S. 1–8, 2017
- J. Feigenbaum; B. Ford: Seeking Anonymity in an Internet Panopticon, Communications of the ACM 58:10, S. 58–69, 2015
- J. Feigenbaum; A. D. Jaggard; R. Wright: Towards a Formal Model of Accountability, in Proceedings of the 14th ACM New Security Paradigms Workshop, S. 45–56, 2011
- J. Feigenbaum; C. Papadimitriou, R. Sami; S. Shenker: A BGP-based Mechanism for Lowest-Cost Routing, Distributed Computing 18, S. 61–72, 2005
- mit S. Kannan; M. Strauss; M. Viswanathan: Testing and Spot Checking of Data Streams, Algorithmica 34, S. 67–80, 2002
- mit C. Papadimitriou; S. Shenker: Sharing the Cost of Multicast Transmissions, Journal of Computer and System Sciences, 63, S. 21–41, 2001
- mit M. Blaze; M. Strauss: Compliance Checking in the PolicyMaker Trust-Management System, Proceedings of the 2nd Financial Crypto Conference, Lecture Notes in Computer Science, v. 1465, Springer, Berlin, S. 254–274, 1998
- mit A. Condon; C. Lund; P. Shor: Random Debaters and the Hardness of Approximating Stochastic Functions, SIAM Journal on Computing 26, S. 369–400, 1997

## Ehrungen und Mitgliedschaften
- seit 2001: Fellow, Association for Computing Machinery
- 2012: „Women of Innovation“, Connecticut Technology Council
- seit 2012: Fellow, American Association for the Advancement of Science
- seit 2013: Mitglied der Connecticut Academy of Science and Engineering
- seit 2018: Amazon Scholar